# Mobile Gamer
Mobile Gamer war der Name einer deutschen, von 2005 an sporadisch erscheinenden Handheld-Videospielezeitschrift. Herausgeber war die Cybermedia Verlagsgesellschaft mbH mit Sitz in Mering bei Augsburg.

## Geschichte und Redaktion
Die Mobile Gamer erschien erstmals Ende 2005. Das Heft wurde von Martin Gaksch und Andreas Knauf ins Leben gerufen, die zuvor beide beim Markt+Technik Verlag in Haar bei München als Redakteure tätig waren. Die ersten 14 Ausgaben der Mobile Gamer konnten damals direkt bis zur Einstellung der Website über die offizielle Homepage mobile-gamers.de bezogen werden und lagen als PDF vor.
Das Heft erschien nur in unregelmäßigen Abständen. Die letzte Ausgabe mit der Nummer 17 erschien im März 2012.
Die Redaktion bestand seit der ersten Ausgabe an überwiegend aus Redakteuren, die auch für die Schwesternzeitschrift MAN!AC tätig sind: Ulrich Steppberger (als Projektkoordinator), Oliver Schultes, Thomas Stuch, Philip Ulc, Matthias Schmid, Oliver Ehrle, Max Wildgruber, Michael Herde, Jan Königsfeld, Marcus Grüner,
Julia Brauer und Fabian Käufer.

## Inhalt
Das Heft beinhaltet folgende Abschnitte:
- Aktuell: Diese Rubrik enthält mehrere Subrubriken:
  - News: Diese Rubrik beinhaltet Informationen über Neuigkeiten über mobile Unterhaltung, aufgeteilt in künftige Hardware, Software und Import Tipps für in Europa bisher nicht erhältliche Titel, sowie Kurzmeldungen.
  - Mini-Previews: Bevorstehende Erscheinungen auf dem Spielesoftwaremarkt werden vorgestellt und deren Wertungspotential vorab eingeschätzt.
- Feature: Hier werden z. B. neu erschienene Handheld-Konsolen im Detail beleuchtet.
- Test: Die Testberichte zu in Europa erschienenen Spielen für alle gängigen tragbaren Systeme (Game Boy Advance, PlayStation Portable, Nintendo DS, Nintendo 3DS, PlayStation Vita, Smartphone, iPhone und iPad) sind zentrales Element der Zeitschrift. Die Bewertung erfolgt mittels Prozentsystem sowie dem "Mobile Gamer Best Buy Gold Award" ab einer Wertung von 85 %. Die Kurztests umfassen jeweils eine Sechstel-Seite.
- Service: Die Rubrik ist in mehrere Abschnitte unterteilt:
  - "Know-how": Hier werden technische Kniffe zu spezifischen Aspekten erklärt, um das Potential der Hardware auszuschöpfen.
  - "Sprechstunde": In dieser Unterrubrik werden Leserfragen beantwortet.
  - "Spieletipps": Hier werden Hilfen zu bereits erhältlichen Spielen geboten, insbesondere Komplettlösungen, Cheat-Codes, Passwörter als auch Kurztipps.
- Multimedia: Die ersten Ausgaben präsentierten hier Kurztests von Nischensystemen (Nokia N-Gage, Handy-Games, Pocket-PC) und bewerteten sie im Zehnersystem. Auch Filme auf Sony UMD wurden hier getestet.
- Rückblick: Auf einer Seite wird jeweils eine langjährige Spielserie präsentiert. Die Unterrubrik "Retro-Gamer" stellte in jeder Ausgabe ein klassisches Handheldsystem (z. B. Atari Lynx) vor.[2]
- Ausblick: Am Ende jeder Ausgabe werden in naher Zukunft erscheinende Spieletitel präsentiert.